# Steve Forbes (boxe anglaise)
Steve Forbes est un boxeur américain né le 26 février 1977 à Portland, Oregon.

## Carrière
Champion des États-Unis des poids super-plumes le 17 septembre 2000, il remporte le titre vacant de champion du monde IBF de la catégorie après sa victoire au 8e round contre John Brown le 3 décembre 2000. Forbes conserve son titre lors du combat revanche puis est destitué par l’IBF pour ne pas avoir respecté la limite de poids réglementaire avant son combat (victorieux) contre David Santos le 18 août 2002..